# Клаус Кордон
Клаус Кордон (на немски: Klaus Kordon) е германски поет и белетрист. Роден е в Берлин през 1943 г. Автор е на повече от 100 книги – романи, разкази, приказки, главно за деца и юноши. Написва и една от най-значимите биографии на любимия си писател Ерих Кестнер – „Времето е счупено“ („Die Zeit ist kaputt“, 1994).
Клаус Кордон е член на Немския ПЕН център и на Немската академия за детска и юношеска литература.

## Живот
Клаус Кордон израства само с майка си, понеже баща му загива на фронта през Втората световна война. След нейната смърт през 1956 г. момчето живее в различни домове за сираци. Получава образование за телевизионен техник, изпробва различни професии.
През 1972 г. Клаус Кордон предприема заедно с жена си опит за бягство от ГДР през България. Залавят ги и ги обвиняват в „национално предателство“. Осъждат ги на една година затвор в поделенията на ЩАЗИ. Децата им са въдворени принудително в детски приют. От ФРГ откупват свободата им и семейството се преселва на Запад.
В продължение на 10 години Кордон работи като търговски пътник. Освен в Европа, пътува из Азия, Северна Африка, Австралия и Южна Америка. Но най-силни впечатления оставят у него пътуванията му в Индия. Тогава започва да пише.

## Литературен път
Първият роман на Клаус Кордон „Тадаки“ излиза през 1977 г. А на следващата година се появява и първият му роман за деца „Братя като приятели“. Романът е номиниран за Германската награда за юношеска литература през 1979 година. Той става първа книга от така наречената „Трилогия за Франк“ – следват „Дни като години“ и „Момчето Франк“. Действието в романите се развива през годините 1950, 1953 и 1956. Трилогията е автобиографична и пресъздава детството на автора в следвоенния разделен Берлин. „Не мога другояче, освен да разказвам истории, които са ме занимавали в онази възраст“, споделя писателят.
След 1980 г. Клаус Кордон става писател на свободна практика, а през 1988 г. се преселва в Западен Берлин. Привързаността на Кордон към родния град и интересът му към живота на обикновените хора го подтикват да опише участта на едно берлинско семейство в продължение на три поколения – то се лута между мизерията на задните дворове и стремежа към оцеляване. Така възниква трилогията „Романи за повратните години“ (1918, 1932/33 и 1945), съставена от „Червените моряци или Една забравена зима“ (1984), „С гръб към стената“ (1990) и „Първата пролет“ (1993). За тази трилогия авторитетният вестник „Ди Цайт“ отбелязва: „Романите на Кордон по своеобразен начин пишат историята от гледната точка на малкия човек.“
Впечатленият и наблюденията на писателя от Азия и Северна Африка намират израз в романите „Монсун или Белият тигър“ (1980) и „Като капка в пясъка“ (1987). Те обрисуват съдбите на индийски деца и юноши на фона на условията за живот в Третия свят. И двата романа са отличени с множество литературни награди.
Сред по-известните книги на Клаус Кордон са „Еднопосочна улица“ (1979), „Лято сред развалини“ (1982), „Пътешествие към Острова на чудесата“ (1983), „Човекоядецът. Разкази за смелостта“ (1988), „Искам да съм чайка“ (1989), „Пътят за Бандунг“ (1989) и „Пауле Глюк. Столетието в разкази“ (1999).
Книгите на Клаус Кордон са преведени на общо 30 езика. Писателят получава редица престижни национални и международни награди.

## Клаус Кордон и Ерих Кестнер
Често сравняват Клаус Кордон с друг голям немски майстор на словото – Ерих Кестнер. Критиката отбелязва: „Кордон смята себе си за писател, който преди всичко желае да разкаже една история. И тази история той пресъздава поетично, интересно и актуално. Тя трябва да достави удоволствие на читателя. А това му се удава най-вече поради неговата тънка наблюдателност, произлизаща от едно напълно естествено отношение към изобразяваните от него герои – мислещи, чувстващи и действащи лица. Той живее с тях, говори на техния език, запечатва ги в съзнанието на читателя като особняци, приятели, нуждаещи се от помощ или помагащи хора, като страдащи, които обаче не губят надежда...“
Определян като един от най-значимите съвременни немски творци за деца и юноши, Клаус Кордон често изнася лекции и участва в срещи с деца в много берлински училища. В едно интервю с ученици той споделя:
| „ | Привлекателно при писането е потапянето в напълно чужди светове. Написах роман от гледната точка на едно индийско момиче. Макар никога да не съм бил индийско момиче, трябваше да водя разказа от нейно име. Така заживях в съвсем друга страна, в друг континент, в съвсем друга съдба. Трябва да влизам в кожата на моите герои, за да мога да ги изобразя. Когато пиша книга, на първо място искам сам да науча нещо – така трупам опит и си изяснявам живота. Пиша предимно за деца и юноши, понеже смятам това поколение за най-важната читателска публика. Ето защо и моите герои са винаги деца или юноши. Те опознават своята среда, не винаги са във възторг от нея и понякога пожелават да променят нещо. Смятам за много важна задача да посочиш точно на тези млади хора какво могат да променят. | “ |

## „Писмо в бутилка“
Най-известният роман на Клаус Кордон е „Писмо в бутилка“ (1988) – той претърпява 13 издания, преведен е на много езици, преработен е в радиопиеса, която се излъчва и до днес с голям успех по „Радио Германия“. Сюжетът е сходен с този на романа „Двойната Лотхен“ от Ерих Кестнер – децата се оказват по-мъдри и по действени от възрастните и преодоляват всички наложени им ограничения. Матце е около дванадесетгодишно момче, което живее в Източен Берлин. Един ден му хрумва да пусне в прекосяващата Берлин река Шпрее писмо в бутилка, която в мечтите му ще отплава до Африка или Австралия и ще бъде намерена на бряг с палми в Южните морета. Но бутилката стига само до Западен Берлин, където я открива Лика, дванадесетгодишно момиче. Матце успява да отговори на нейното писмо. Лика също има проблеми с родителите си заради контакта с Източен Берлин. Но двамата разговарят по телефона и дори успяват да се срещнат на брега на езерото Мюгелзе.

## Награди и отличия
- 1980, 1984, 1986, 1990: Preis der Leseratten
- 1982: Friedrich-Gerstäcker-Preis für Monsun oder der weiße Tiger
- 1984: Roter Elefant
- 1985: „Цюрихска награда за детска книга“ „La vache qui lit“ für Die roten Matrosen
- 1987: Preis der Ausländerbeauftragten des Senats Berlin
- 1987: Jenny Smelik/IBBY-Preis
- 1989: Bad Harzburger Jugendliteraturpreis
- 1991: „Цюрихска награда за детска книга“ „La vache qui lit“ für Mit dem Rücken zur Wand
- 1992: Das politische Buch, Preis der Friedrich-Ebert-Stiftung
- 1993: Buxtehuder Bulle für Der erste Frühling
- 1994: Kalbacher Klapperschlange für Der erste Frühling
- 1995: „Немска награда за детско-юношеска литература“ für Die Zeit ist kaputt
- 1998: Alex-Wedding-Preis
- 1998: „Евангелистка награда за книга“ für Der erste Frühling
- 1999: „Голямата награда на Немската академия за детско-юношеска литература“
- 1999: Zilveren Griffel
- 2003: „Немска награда за детско-юношеска литература“ für Krokodil im Nacken
- 2005: Jugendbuchpreis der Jury der jungen Leser für Julians Bruder
- 2006: Kinderbuchpreis Nordstemmer Zuckerrübe
- 2006: „Литературна награда „Вер.ди“ на Берлин-Бранденбург“
- 2013: Голям Федерален орден за заслуги[1]
- 2016: „Немска награда за детско-юношеска литература“ für sein Gesamtwerk